# Зенитар
Зенита́р — торговое название объективов, предназначенных для малоформатных фотоаппаратов «Зенит», и выпускаемых Красногорским механическим заводом. К этому бренду относятся также длиннофокусные объективы Телезенитар и зум-объективы Вариозенитар. Название «Зенитар» и его производные не описывают какого-либо конкретного оптического устройства, и присваивалось объективам самых разных типов, предназначенным для аппаратуры «Зенит». Бренд появился в конце 1970-х годов после решения об унификации названий модельного ряда КМЗ им. Зверева, как наиболее узнаваемый на международном рынке.

## Разновидности
Наиболее известный нормальный «Зенитар» 1,7/50 представляет собой усложнённый тип «двойного Гаусса» и аналогичен разработанным в ГОИ объективам «Волна». От классического «Планара» объектив отличается наличием воздушного промежутка между отрицательным и положительным менисками второго по счёту компонента, в оригинале склеенного в ахроматический дублет. Основой для этой разработки стал объектив Ultron, созданный немецким оптиком Альбрехтом Тронье (нем. Albrecht Wilhelm Tronnier) для компании Voigtlander в 1950 году. Кроме светосильных нормальных объективов, выпускавшихся в качестве штатных для зеркальных «Зенитов», под брендом «Зенитар» выпускалась ретрофокусная широкоугольная и дисторсирующая оптика с оптическими схемами, разработанными в ГОИ под названиями «Мир» и «Зодиак». Позднее появились длиннофокусные объективы «Телезенитар», разработанные КМЗ самостоятельно. 
После перестройки под этим брендом начались разработки новейшей оптики, в том числе рассчитанной на работу с иностранной фотоаппаратурой. Объективы «MC Зенитар-М2с» 2/50, «MC Зенитар-М» 2,8/16 и их модификации с байонетным креплением выпускаются до сих пор. Все объективы серии «Зенитар» оснащены механизмом прыгающей диафрагмы. Почти все, кроме самых ранних моделей, как «Зенитар-М» 1,7/50, и некоторых «Телезенитаров», имеют многослойное просветление (индекс «МС» перед названием). Объективы «Зенитар», в зависимости от модификации, имеют резьбовое М42×1 или байонетные крепления. Для обозначения типа байонета к названию объектива добавляется ещё одна буква: C — Canon EF, Н — Nikon F, К — Pentax K, E — Sony E.

### Нормальные объективы
| Модель                  | Фокусное расстояние, мм | Светосила | Байонет/ резьба | Формат кадра |
| ----------------------- | ----------------------- | --------- | --------------- | ------------ |
| «Зенитар-М» 1,7/50      | 50                      | f/1,7     | М42×1           | 24 × 36 мм   |
| «Зенитар 1,2/50s C»     | 50                      | f/1,2     | Canon EF        | 18 × 24 мм   |
| «Зенитар 1,2/50s N»     | 50                      | f/1,2     | Nikon F         | 18 × 24 мм   |
| «MC Зенитар-М» 1,4/50   | 50                      | f/1,4     | М42×1           | 24 × 36 мм   |
| «MC Зенитар-К» 1,4/50   | 50                      | f/1,4     | Байонет K       | 24 × 36 мм   |
| «MC Зенитар-МЕ1» 1,7/50 | 50                      | f/1,7     | М42×1           | 24 × 36 мм   |
| «MC Зенитар-М» 1,9/50   | 50                      | f/1,9     | М42×1           | 24 × 36 мм   |
| «MC Зенитар-К» 1,9/50   | 50                      | f/1,9     | Байонет K       | 24 × 36 мм   |
| «MC Зенитар-М» 2/50     | 50                      | f/2,0     | М42×1           | 24 × 36 мм   |
| «MC Зенитар-К» 2/50     | 50                      | f/2,0     | Байонет K       | 24 × 36 мм   |
| «MC Зенитар-М2с» 2/50   | 50                      | f/2,0     | М42×1           | 24 × 36 мм   |
| «MC Зенитар-К2с» 2/50   | 50                      | f/2,0     | Байонет K       | 24 × 36 мм   |
| «Зенитар 0,95/50 E»     | 50                      | f/0,95    | Байонет E       | 24 × 36 мм   |

### Широкоугольные объективы
| Модель                | Фокусное расстояние, мм | Светосила | Байонет/ резьба | Угловое поле |
| --------------------- | ----------------------- | --------- | --------------- | ------------ |
| «MC Зенитар-М» 2,8/16 | 16                      | f/2,8     | М42×1           | 180°         |
| «MC Зенитар-К» 2,8/16 | 16                      | f/2,8     | Байонет K       | 180°         |
| «MC Зенитар» 2,8/16 N | 16                      | f/2,8     | Байонет F       | 180°         |
| «MC Зенитар» 2,8/16 C | 16                      | f/2.8     | Canon EF        | 180°         |
| «MC Зенитар-М» 2,8/20 | 20                      | f/2,8     | М42×1           | 96°          |
| «MC Зенитар-К» 2,8/20 | 20                      | f/2,8     | Байонет K       | 96°          |
| «MC Зенитар-М» 2,8/28 | 28                      | f/2,8     | М42×1           | 75°          |
| «MC Зенитар-К» 2,8/28 | 28                      | f/2,8     | Байонет K       | 75°          |
| «Зенитар» 3,5/8 N     | 8                       | f/3,5     | Байонет F       | 180°         |
| «Зенитар» 3,5/8 C     | 8                       | f/3,5     | Canon EF        | 180°         |

### Длиннофокусные объективы
| Модель                         | Фокусное расстояние, мм | Диафрагма | Байонет/ резьба      | Угловое поле |
| ------------------------------ | ----------------------- | --------- | -------------------- | ------------ |
| «Зенитар» 1,2/85               | 85                      | f/1,2     | Nikon F или Canon EF | 28°          |
| «MC Зенитар-1М» 1,4/85         | 85                      | f/1,4     | М42×1                | 28°          |
| «MC Зенитар-1K» 1,4/85         | 85                      | f/1,4     | Байонет K            | 28°          |
| Зенитар 1,4/85 N               | 85                      | f/1,4     | Nikon F              | 28°          |
| Зенитар 1,4/85 C               | 85                      | f/1,4     | Canon EF             | 28°          |
| «MC АПО Телезенитар-М» 2,8/135 | 135                     | f/2,8     | М42×1                | 18°          |
| «MC АПО Телезенитар-К» 2,8/135 | 135                     | f/2,8     | Байонет K            | 18°          |
| «Телезенитар-М» 4,5/300        | 300                     | f/4,5     | М42×1                | 8°           |
| «MC АПО Телезенитар-М» 4,5/300 | 300                     | f/4,5     | М42×1                | 8°           |
| «MC АПО Телезенитар-К» 4,5/300 | 300                     | f/4,5     | Байонет K            | 8°           |
| «АПО Телезенитар» 5,6/500      | 500                     | f/5,6     |                      | 5°           |

### Зум-объективы
| Модель                             | Фокусное расстояние, мм | Светосила | Байонет/ резьба | Угловое поле |
| ---------------------------------- | ----------------------- | --------- | --------------- | ------------ |
| «MC Вариозенитар-М» 2,8-3,5/25-45  | 25—45                   | f/2,8~3,5 | М42×1           | 82—52°       |
| «MC Вариозенитар-K» 2,8-3,5/25-45  | 25—45                   | f/2,8~3,5 | Байонет K       | 82—52°       |
| «MC Вариозенитар» 2,8/35-100 K     | 35—100                  | f/2,8     | Байонет K       | 65—23°       |
| «MC Вариозенитар-М» 3,5-4,5/35-105 | 35—105                  | f/3,5~4,5 | М42×1           | 63—28°       |
| «MC Вариозенитар-K» 3,5-4,5/35-105 | 35—105                  | f/3,5~4,5 | Байонет K       | 63—28°       |
| «MC Вариозенитар-М» 4/70-210       | 70—210                  | f/4,0     | М42×1           | 36—11°       |
| «MC Вариозенитар-K» 4/70-210       | 70—210                  | f/4,0     | Байонет K       | 36—11°       |